# 長谷川慶太郎
長谷川 慶太郎（はせがわ けいたろう、1927年〈昭和2年〉11月29日 - 2019年〈令和元年〉9月3日）は、日本の経済評論家。日本個人投資家協会初代理事長。
主な評論の対象は時事の経済評論の他、国内政治評論、国際政治、国際経済、軍事関係等である。国際経済・政治評論に製鉄・金属加工の切り口からの分析を加えている。

## 略歴
京都府出身。大阪府立茨木中学校（旧制中学校）大阪高等学校 (旧制)（後の大阪大学一般教養部南校）を経て大阪大学工学部冶金学科に入学し1953年（昭和28年）卒業。日本共産党に入党、「国際派」に属した志賀義雄衆議院議員秘書。1955年から1963年まで日刊産業新聞記者を経て、1963年に経済評論家として独立し、証券アナリスト業、評論家業を営み、著述や朝の情報番組へのテレビ出演なども行う。
80歳を超えてなお、積極的に出版・講演活動を行い、自分とコンサルティング契約を結んだ金融関連企業などでの発言を続けていた。長年続けている活動として、週刊の「長谷川慶太郎ニューズレター」、証券会社向けの週報がある。
2019年（令和元年）9月3日、心不全のため死去。91歳没。

## 人物
- 砂川事件の後、方針について行けず転向しているが、党員時代の人脈から1968年にブルガリア共産党に招かれ、3ヶ月にわたり生産設備に対する指導・助言を求められている。
- 『千載一遇の大チャンス』で長谷川は自らを、軍事評論家になりたかったが太平洋戦争の終戦で叶わぬこととなり、終戦翌日から独自に軍事の勉強を始めたと述べている。また実際に自衛隊幹部学校、防衛省防衛研究所一般課程の非常勤講師を30年以上にわたって務め、「現役自衛官の中にはわたしの教え子がたくさんいる」と称している。
- 約50年にわたって日本経済の分析を続けており、1981年『世界が日本を見倣う日』で文藝春秋読者賞、1983年に同著で第3回石橋湛山賞（東洋経済新報社後援）を受賞[1]。
- 1990年の東西ドイツを分けるベルリンの壁崩壊に象徴される冷戦終了後は、世界的規模の国家間戦争は今後経済的に割に合わず、その結果各陣営に囲い込まれた経済的資源が世界で共有されることによりデフレーションが継続すると主張している。特に、2005年前後からはデフレは100年（程度）継続し、21世紀はデフレの世紀になると主張している。
- 著書『さよならアジア』では、韓国を除くアジア諸国との決別を唱えた。
- 新しい歴史教科書をつくる会にも賛同していた[4]。

## 出演番組
- コスモポリタン・アイ（文化放送）

## 著書
- 1978年 「韓国の経済」教育社 「日本の経済力診断」学陽書房
- 1979年 「日本株式会社の挑戦」徳間書店 「中国近代化の幻想」ダイヤモンド社
- 1980年 「80年代経済の読み方」祥伝社 「日本は石油に勝てる」ベストセラーズ 「国際通貨のことがわかる本」日本実業出版社 「先見力の技術」PHP研究所 「総合比較 日本の国防力」祥伝社 「日本経済の世界戦略」グリーンアロー社
- 1981年 「国際情勢をどう読むか」PHP研究所 「エコノミック・スーパーパワーの秘密」朝日イブニングニュース社 「インフレに打ち勝つ経済常識」潮出版社 「日本の選択」（共著）ビジネス社 「ワンストロングマン日本の秘密」太陽企画出版 「内外人が見た日本」（共著）秀英書房
- 1982年 「ロボット時代の読み方」祥伝社 「アメリカの全貌を読む」PHP研究所 「情報を読む・経済を見抜く」PHP研究所 「国際関係の論理」PHP研究所 「激動を射る」（共著）プレジデント社 「199X年仮説日本経済」（監修）広済堂 「199×仮説日本経済」廣済堂 「ブームが来る」講談社（訳）
- 1983年 「日本経済が立ち行く論理」ダイヤモンド社 「転換期の処方箋」（共著）プレジデント社 「軍隊式マネージメント比較」プレジデント社 「外人株は金だ」ベストセラーズ 「世界はこう見ろ！」グロビュー社 「世界が日本を見倣う日」東洋経済新報社 「戦争論を読む」PHP研究所
- 1984年 「経済国防論」TBSブリタニカ（新潮文庫） 「挑戦する韓国」光文社 「ザチェンジマスターズ」二見書房（監訳）
- 1985年 「情報化社会のほんとうの読み方」PHP研究所（PHP文庫） 「日本近代と戦争」全七巻（PHP研究所） 「世界をホンネで読む」時事通信社 「情報新社会のニュービジネス」講談社 「迷走する中国」光文社 「異端のすすめ」省エネルギーセンター（新潮文庫）
- 1986年 「組織の戦闘能力」東洋経済新報社 「さよならアジア」ネスコ 「日本はこう変わる」（徳間書店） 「これからの世界と日本」PHP研究所 「組織の自己改革法」中公文庫
- 1987年 「日本の選択・企業の選択」（共著）徳間書店 「日本の革命」ネスコ（文春文庫） 「世界が動く日本が変わる」PHP研究所 「投機の時代」中央公論社（中公文庫） 「日米の時代をホンネで読む」時事通信社 「強い個性の経済学」講談社（講談社文庫） 「連合艦隊の蹉跌」（共著）プレジデント社
- 1988年 「マンガ1993年の日本・幸福な結婚？」（原作）PHP研究所 「日本の時代90年代を読む」東洋経済新報社 「ビジネスマンの国際学」徳間文庫 「日本の時代90年代を読む」東洋経済新報社
- 1989年 「教育とビジネス」（共著）関塾 「90年代の日本繁栄への戦略」（共著）PHP研究所 「先見力」角川書店（角川文庫） 「これからの基調の読み方」文藝春秋 「麻雀・カラオケ・ゴルフはおやめなさい」PHP研究所 「長谷川慶太郎の世界はこう変わる」徳間書店 「関東平野は世界の心臓」徳間文庫
- 1990年 「国家が見捨てられるとき」東洋経済新報社 「経済頭脳を持っているか」青春出版社 「新しい世界秩序と日本」講談社 「1991年長谷川慶太郎の世界はこう変わる」徳間書店
- 1991年 「変容を読み切る情報頭脳の新時代」青春出版社 「ポスト湾岸 日本と世界はこうなる」（共著）東洋経済新報社 「金の時代金の世界」ダイヤモンド社 「NEWTON 近未来最新情報」KYOIKUSHA 「戦争論を読む」「1992年長谷川慶太郎の世界はこう変わる」徳間書店
- 1992年 「国際頭脳を持っているか」青春出版社 「21世紀の世界をさぐる」（共著）学習研究社 「繁栄か衰退か日本の行方」きんざい 「先見力の達人 長谷川慶太郎」学研（谷沢永一著） 「国際頭脳を持っているか」青春出版社
- 1993年 「解体する中国」東洋経済新報社 「日本の進路を問う」講談社 「これからの日本経済」学研 「長谷川慶太郎の世界はこう変わる 超失業」徳間書店 「コスト頭脳を持っているか」青春出版社
- 1994年 「1995年長谷川慶太郎の世界はこう変わる 大決断」徳間書店 「逆転頭脳を持っているか」青春出版社 「アメリカンドリームの終焉」飛鳥新社（訳・解説）
- 1995年 「「超」価格破壊の時代」東洋経済新報社 「幻想の超大国中国」徳間書店（渡辺利夫共著）春出版社 「常識の大逆転」光文社 「これからの日本とアメリカ」学研（竹中平蔵共著）
- 1996年 「有事のアジア」PHP研究所（リチャードクー共著） 「ネットの世紀」光文社 「「情報化社会」の本当の読み方」徳間書店 「成功の記憶を捨てろ」東洋経済 「これまでの百年これからの百年」講談社 「アジアの激動日本の選択」徳間書店（日下公人共著） 「1997長谷川慶太郎の世界はこう変わる 激変激動の世界と日本」徳間書店 「北朝鮮崩壊と日本」光文社（佐藤勝巳共著）
- 1997年 「これからのアジアこれからの日本」PHP研究所（中西輝政共著） 「情報力」サンマーク出版 「1998長谷川慶太郎の世界はこう変わる 大変貌」徳間書店 「長谷川慶太郎のビッグバンで日本はこう変わる」徳間書店 「歴史頭脳を持っているか」青春出版社 「軍事頭脳を持っているか」青春出版社 「アジア大転換と日本」光文社
- 1998年 「アジアの悲劇」東洋経済新報社 「日本経済復活の条件」ダイヤモンド社 「1999長谷川慶太郎の世界はこう変わる 世紀末大転換」徳間書店 「金融頭脳を持っているか」青春出版社 「「投資クラブ」で資産を殖やせ」徳間書店 「中国発の危機と日本　―見えてきた中国の危うい未来―」徳間書店（岡崎久彦共著）
- 1999年 「価値逆転」ビジネス社 「ロシアは再生できるか」東洋経済新報社 「不況は終わった」ビジネス社 「定年後とこれからの時代」青春出版社 「日本経済は復活する」ダイヤモンド社 「デフレはチャンスを生む」PHP研究所 「デフレ時代の新投資戦略」ビジネス社 「2000長谷川慶太郎の世界はこう変わる「日本の復活」元年」徳間書店 「国家頭脳を持っているか」青春出版社 「21世紀、日本の生きる道」長谷川慶太郎
- 2000年 「やっと浮上したぞ日本経済」ビジネス社 「2000年からの大転換」PHP 「長谷川慶太郎の「21世紀を読む」」東洋経済新報社 「転んでもタダでは起きない経済学」幻冬舎 「株式市場大予測」ビジネス社 「「二十一世紀 日本を動かす大原則」PHP 「長谷川慶太郎の「株」の鉄則」徳間書店 「2001長谷川慶太郎の世界はこう変わる 繁栄の選択衰退の行方」徳間書店 「デフレ頭脳を持っているか」青春出版社 「朝鮮統一の戦慄」光文社（佐藤勝巳共著） 「世界を凌駕する新リーデイング企業」ビジネス社 「環境先進国日本」東洋経済新報社
- 2001年 「外務省の掟」ビジネス社 「探査する21世紀の行方」青朋堂 「小泉改革を邪魔するのはおやめなさい」日本実業出版 「世界は変わる日本が動く」ビジネス社 「朝令暮改の発想法」講談社 「デフレを読むお金を殖やす」PHP研究所 「2002長谷川慶太郎の世界はこう変わる リスクの時代と日本」 「情報王」ビジネス社「躍進の時代淘汰の時代」ぶんか社 「デフレに勝つ経営学」東洋経済新報社 「人権頭脳を持っているか」青春出版社
- 2002年 「アメリカの警告」東洋経済新報社 「情報戦に勝つ技術」幻冬舎 「コイズミさん家の家計簿」日本実業出版 「一極支配で甦る日本経済」ビジネス社 「2003長谷川慶太郎の世界はこう変わる 100年デフレと日本の行方」徳間書店 「新「戦争論」の読み方」PHP研究所
- 2003年 「中国の深層」日本実業出版社 「北朝鮮の最終結末」PHP研究所 「安全有利な資産運用法」ビジネス社 「世界デフレで甦る日本」実業之日本社 「さらば、インフレ待望論」PHP 「2004年 長谷川慶太郎の大局を読む」ビジネス社 「2004 長谷川慶太郎の世界はこう変わる 大復活のデフレ先進国日本」徳間書店
- 2004年 「北朝鮮自壊」東洋経済新報社 「株で確実に儲かる唯一の方法」ビジネス社 「長谷川慶太郎の戦争と日本」日本実業出版
- 2005年 「アジアが日本に屈する日」ビジネス社 「中国「反日」の末路」東洋経済新報社 「日本と世界の大潮流」 「2006年 長谷川慶太郎の大局を読む ビジネス社 「2006 長谷川慶太郎の世界はこう変わる 大展開する日本」徳間書店
- 2006年 「「格差拡大の時代」東洋経済新報社 「2007 長谷川慶太郎の大局を読む」ビジネス社 「長谷川慶太郎の大局を読む「株」」ビジネス社 「2007 長谷川慶太郎の世界はこう変わる 大動乱の世界と日本」徳間書店
- 2007年 「世界大規模投資の時代」東洋経済新報社 「「株」は頭だ！」ビジネス社
- 2008年 「日本は「環境力」で勝つ」東洋経済新報社 「中国大乱を乗り切る日本の針路」ベストセラーズ 「長谷川慶太郎の大局を読む」李白社 （フォレスト出版） 「大統領が変わると日本はどこまで変わるか？」ソニー・マガジンズ 「千載一遇の大チャンス」講談社インターナショナル
- 2009年 「それでも、「平成恐慌」はありません。これが、世界経済再生のシナリオ」ワック 「この身、死すとも「これだけは言いたい」(田母神俊雄共著) フォレスト出版 「大上昇気流に乗る10の至言」KKベストセラーズ 「日本は「掃き溜めの鶴」になる」PHP研究所 「日本経済はV字回復する」フォレスト出版 「経済戦勝国」日本の底力」出版文化社 「2010年 長谷川慶太郎の大局を読む」李白社
- 2010年 「デフレは大好機」東洋経済新報社 「メガ・グループの崩壊」李白社 「無策!　―あと一年で国債は紙クズになる―」フォレスト出版 「12億の常識が世界を変える インド」ポプラ社
- 2011年 「東日本大震災 大局を読む!」李白社 「必ず復興する日本のシナリオ」ポプラ社
- 2012年 「中国大分裂 改革開放路線の終焉と反動」実業之日本社
- 2014年 「中国崩壊前夜」東洋経済新報社 ISBN 978-4492444030
- 2014年 「朝鮮崩壊」実業之日本社 ISBN 978-4408110752
- 2014年 「2015年〜世界の真実」ワック